# Казанчук
Казанчук (крим. Kazançuk) або Бджолина (рос. Пчелиная) — гора в Бахчисарайському районі АРК, біля села Кобази (Малинівка), належить до Кримських гір.
Назва скоріш за все походить з кримськотатарського qazan — казан.

## Опис
Казанчук — вершина куести, що входить до основного хребта, яким сформовано Другу гряду Кримських гір, зі скельним поясом під верхом крутого західного та південного схилів. З північного сходу Казанчук обмежує перевал Левадки, за яким далі лежить скеля Ніс. З південного заходу масиву Казанчук знаходиться невелика вершина Куба (крим. Quba — сіруватий, бурий), де куеста робить поворот на захід і поступово викладається, зливаючись із рівниною Північного поздовжнього пониження. Вершина Казанчук лежить ближче до селища Приятне Свідання, а вершина Куба височить над селищем Кобази (Малинівка).
За горою Куба Друга гряда Кримських гір розірвана долиною річки Алма, що відокремлює Казанчук від плато, у якому розташована Бакла.

## Географія
Плато куести Казанчук — Куба покривають соснові посадки, на північ від лежать великі поля, біля найвищої точки знаходиться невеликий курган. Уздовж скель веде широка стежка.
Схили гори порізані фігурними формами вивітрювання, а біля підніжжя цих форм є кілька цікавих гротів.
Під мисом Куба знаходиться грот Кобази, він же — печера Храму. Це одна з дев'яти печер Криму, де наприкінці XIX століття К. С. Мережковський вперше для території Російської імперії виявив матеріальні свідчення існування людини кам'яного віку — неандертальця. Пізнішими розкопками встановлено, що ця стоянка довготривала. Судячи з їхніх даних, 100-35 тис. років тому вони, тобто. вже в епоху Мустьє, долина річки Алми була заселена людьми.
Часто цей грот та печеру Храму поділяють на два окремі об'єкти. Про те, що грот і печера є одним об'єктом, можна судити і за картами Бєлянського. Почалася вся плутанина з того, що Мережковський назвав досліджуваний ним грот за назвою довколишнього села — Кобазі, а його послідовник О. О. Формозов «чомусь» назвав цей грот — печерою Храму. А оскільки по дорозі до печери-гроту знаходиться кілька невеликих гротів і скельних навісів — дві назви одного об'єкта швидко перетворилися на два об'єкти.